# Richard Cashin
Richard Marshall Cashin (* 17. April 1953 in Washington, D.C.) ist ein ehemaliger Ruderer aus den Vereinigten Staaten, der 1974 Weltmeister mit dem Achter war. 
1974 gewann der US-Achter den Titel bei den Weltmeisterschaften in Luzern, wobei die ersten fünf Boote nur etwa drei Sekunden auseinander lagen. Bei den Weltmeisterschaften 1975 erreichte Cashin den fünften Platz mit dem Achter. Im Jahr darauf belegte der Achter aus den Vereinigten Staaten den neunten Platz bei den Olympischen Spielen in Montreal. Mit Richard Cashin, John Everett, Mark Norelius, Alan Shealy und Steuermann David Weinberg waren 1976 noch fünf Weltmeister von 1974 dabei. 1979 bildete Cashin mit David Fellows einen Zweier ohne Steuermann. Die beiden gewannen die Bronzemedaille bei den Panamerikanischen Spielen in San Juan und belegten den zehnten Platz bei den Weltmeisterschaften.
Cashin schloss sein Studium an der Harvard University mit einem MBA ab und arbeitete dann im Investmentbereich für die Citigroup, JP Morgan und später JP Morgan Chase & Co.